# Lago Wawa
Il lago Wawa (Wawa Lake, Lac Wawa), precedentemente noto come lago Michipicoten, è un lago canadese che si estende nei pressi dell'abitato di Wawa, già Michipicoten, nel distretto di Algoma, provincia dell'Ontario.
Lo specchio d'acqua, di modesta area, nel suo punto più profondo raggiunge una profondità di circa 32 m (105 ft), e data la fauna ittica presente nelle sue acque, tra cui la trota, è meta di appassionati di pesca sportiva.